# Ахмед аль-Хазнави
Ахмед Ибрагим Али аль-Хазнави (араб. احمد الحزناوي‎, 11 октября 1980, Эль-Баха, Саудовская Аравия — 11 сентября 2001, Шанксвилл, Сомерсет, Пенсильвания, США) — террорист-смертник и авиаугонщик саудовского происхождения, связанный с Аль-Каидой. Один из 19 исполнителей терактов 11 сентября 2001 года. Один из четырёх угонщиков, захвативших самолёт Boeing 757-222 рейса United Airlines 93, разбившийся в Пенсильвании.

## Биография

### Ранние годы
Ахмед Ибрагим Али аль-Хазнави родился 11 октября 1980 года в округе Эль-Баха, в слаборазвитом районе Саудовской Аравии, в семье саудовского имама. Вырос в деревне Хазна, где его отец был священнослужителем в мечети в центральной рыночной части деревни. Он выучил наизусть Коран, за что получил титул хафиза. Хазнави был потомком племени Гамид.
Он был земляком троих других исполнителей терактов 11 сентября Саида аль-Гамди и братьев Ахмеда и Хамзы аль-Гамди, которые также родились и выросли в округе Эль-Баха и имели происхождение от племени Гамид. Эта группа считается наиболее религиозной среди всех угонщиков. Исходя из маршрутов их передвижений, Комиссия 9/11 считает, что уже осенью 1999 года они могли контактировать друг с другом.
В том же году аль-Хазнави решил покинуть семью, чтобы воевать в Чечне, хотя отец запретил ему ездить туда. Последний раз отец и брат Хазнави слышали о нём в конце 2000 года. Тогда он упомянул о прохождении тренировки в Афганистане.
Некоторые начинающие саудовские моджахеды, намеревавшиеся отправиться в Чечню, столкнулись с трудностями в пути. Они были остановлены у турецко-грузинской границы, после чего направились в Афганистан. В 1999 году Ибн аль-Хаттаб (главный командир арабских граждан в Чечне) начал отказывать большинству иностранных моджахедов из-за их неопытности и неспособности приспособиться к местным условиям. По данным Комиссии 9/11, несколько участников терактов 11 сентября столкнулись с проблемами при поездке в Чечню и поэтому отправились в Афганистан, где были завербованы в Аль-Каиду. Там они могли бы пройти подготовку и дождаться возможности предпринять ещё одну попытку проникнуть в Чечню летом 2000 года. Во время обучения в лагерях Аль-Каиды некоторые услышали речи Усамы бен Ладена, вызвались стать террористами-смертниками и в итоге были отобраны для захвата самолётов.
12 ноября 2000 года аль-Хазнави подал заявление и получил в Джидде двухлетнюю визу В-1/В-2 (туристическую/деловую) в США. С 27 ноября по 27 декабря находился в Саудовской Аравии на Рамадане, где, предположительно, рассказал Саиду и Хамзе аль-Гамди о готовящемся теракте.
В конце 2000 года Ахмед аль-Хазнави отправился в Объединённые Арабские Эмираты, где купил дорожные чеки (предположительно, оплаченные Мустафой аль-Хавсави, предполагаемым финансовым посредником в организации терактов 11 сентября) так же, как и пятеро других угонщиков: Саид и Хамза аль-Гамди, Ваиль аш-Шехри, Маджед Мокид и Ахмед аль-Нами.
Был одним из 4 угонщиков, которые, предположительно, останавливались в гостевом доме в Кандагаре в марте 2001 года, где их видел Мохаммед Джабара (уроженец Кувейта, осуждённый за преступления, связанные с терроризмом). Джабара особенно запомнил Хазнави, описав его как очень набожного человека, который мог прочесть весь Коран наизусть.

### США
8 июня 2001 года Ахмед аль-Хазнави прибыл в США вместе с Ваилем аш-Шехри в международный аэропорт Майами (штат Флорида). После прибытия в Соединённые Штаты переехал к Зияду Джарраху, который получил квартиру на Бугенвилла-Драйв в Лодердейл-бай-те-Си. Оба террориста дали владельцу квартиры фотокопии своих немецких паспортов, которые он после терактов передал ФБР. Ахмед аль-Хазнави был одним из 9 угонщиков, открывших банковский счёт в SunTrust с денежным депозитом.
25 июня Джаррах отвозил Хазнави в больницу Святого Креста в Форт-Лодердейле (Флорида) из-за пореза на левой голени. Он сообщил персоналу, что ударился о чемодан. СМИ сообщали, что это признак кожной формы сибирской язвы и, возможно, имеется связь с биотеррористическими атаками сибирской язвой в 2001 году, произошедшими после терактов 11 сентября. ФБР опровергло эти слухи, заявив, что тестирование не подтвердило наличие сибирской язвы в местах пребывания угонщиков.
10 июля аль-Хазнави получил водительские права Флориды, 7 сентября получил их копию, при этом заполнив другой адрес.
28 августа Ахмед аль-Хазнави и Ахмед аль-Нами приставали к жительнице Делрей-Бич (Флорида) Марии Симпсон, требуя отдать своё полотенце, которое упало на её балкон.
С 31 августа по 7 сентября Хазнави и Джаррах проживали в квартире на Mona Loa, 4532 Бугенвилл Драйв в Лодердейле.
5 сентября Ахмед аль-Хазнави и Зияд Джаррах приобрели билеты на рейс в Ньюарк (штат Нью-Джерси) в компании Passage Tours. Ахмед аль-Нами и Саид аль-Гамди приобрели билеты на рейс туда же в компании Mile High Travel. 7 сентября все четверо угонщиков рейса 93 вылетели из Форт-Лодердейла в международный аэропорт Ньюарк. Джаррах и Хазнави летели рейсом 1500 авиакомпании Continental Airlines. C 9 по 11 сентября аль-Хазнави вместе с тремя другими угонщиками рейса 93 проживали в отеле Days Inn. в Ньюарке в номерах 725 и 727.

### Теракты
Утром 11 сентября 2001 года все четверо угонщиков прибыли в аэропорт Ньюарк. Ахмед аль-Хазнави зарегестрировался на рейс в 07:24 с одним чемоданом. Он единственный из четверых угонщиков рейса 93, кто был отобран для более строгого досмотра программой компьютерного скрининга пассажиров («Computer Assisted Passenger Prescreening System (CAPPS)»). Его багаж был подвергнут более строгому досмотру на наличие взрывчатых веществ, однако «CAPPS» не дала команду на дополнительную проверку пассажира на посадке. В 07:39 аль-Хазнави прошёл на посадку в самолёт, заняв место 6B в бизнес-классе.
Рейс United Airlines 93 вылетел из аэропорта в 08:42, направившись в Сан-Франциско (должен был вылететь в 8:00, но из-за большой загрузки аэропорта задержка составила 42 минуты). Захват произошёл в 09:28. В это время угонщики ворвались в кабину и напали на пилотов, это услышали авиадиспетчеры Кливленда. Управление лайнером взял на себя Зияд Джаррах.
Согласно звонкам заложников, террористы убили пилотов, одного пассажира и, возможно, одну стюардессу, а также согнали всех заложников в хвостовую часть самолёта. У одного из угонщиков на поясе была коробка, преступники заявили, что там бомба (скорее всего ненастоящая, т. к. на месте крушения самолёта не было обнаружено следов взрывчатых веществ, а угонщики не пытались пронести в самолёт запрещённые вещи). Скорее всего аль-Нами и аль-Хазнави находились в пассажирском салоне, а аль-Гамди, прошедший подготовку на авиасимуляторах, находился в кабине пилотов с Джаррахом и помогал ему управлять самолётом, т. к. последний, судя по записям бортового самописца, называл сообщника Саидом.
В 09:35 Джаррах дал команду автопилоту развернуться и установил курс на восток. В ходе звонков родственникам пассажиры узнали о терактах во Всемирном торговом центре и Пентагоне и поняли, что их самолёт также захвачен смертниками. Они решили оказать сопротивление террористам и перехватить управление лайнером.
Восстание заложников началось в 09:57. Согласно записям бортового самописца, Джаррах и аль-Гамди услышали звуки борьбы в салоне. Три раза в течение пяти секунд раздавались крики боли или отчаяния от одного из террористов за пределами кабины, что свидетельствовало о том, что на угонщика напали пассажиры. Восставшие заложники стали пробиваться в кабину пилотов, используя развозную тележку для тарана двери. Джаррах стал раскачивать лайнер влево-вправо и вверх-вниз, пытаясь сбить восставших с ног. В 10:01 Джаррах прекратил резкие манёвры и, поняв, что им не удастся долететь до цели атаки, направил самолёт в землю. Комиссия 9/11 считает, что целью террористов было здание Капитолия или Белого дома.
В 10:03:11 рейс UA93 (под управлением Зияда Джарраха) на скорости около 563 миль в час (906 км/ч) в перевёрнутом положении под углом пикирования в 40° врезался в землю. Самолёт разбился в поле в 3 километрах от боро Шанксвилл (округ Сомерсет, штат Пенсильвания). Погибли все 44 человека, находившихся на борту, в том числе 4 террориста. Останки Ахмеда аль-Хазнави, также как и других угонщиков, были отделены от других погибших методом исключения и переданы ФБР в качестве вещественных доказательств, а в свидетельстве о смерти в качестве причины смерти было указано самоубийство.